# SketchUp
O SketchUp (formato .skp) é um software próprio para a criação de modelos em 3D no computador, desenvolvido em 2000 pela At Last Software. Em 2006 a Google adquirido o programa, mas em 2012 a Trimble Navigation o adquiriu.
Está disponível em quatro versões: pessoal gratuita online (não comercial), pessoal desktop pago, profissional pago, ensino web grátis (para G-Suite for Education e Microsoft Education), ensino desktop pago. Versão de agosto de 2024 em inglês para baixar disponível nas plataformas Windows e Macintosh.. No Brasil, sua revendedora autorizada é a totalCAD softwares técnicos, que disponibiliza em seu site downloads de avaliação da versão Pro em português.
O SketchUp para Windows não permite a abertura de mais de um arquivo em uma mesma sessão do programa (para copiar e colar objetos entre eles, por exemplo), precisa iniciar outra sessão separada do SketchUp. No Macintosh permite o uso de mais de um arquivo na mesma sessão (use o menu Window para alternar).

## Usuários
Pode ser usado por qualquer atividade profissional que necessite desenvolver rascunhos de produtos tridimensionais, também com modelagem de estudos de formas e volumes tridimensionais, bom para a área de Arquitetura e para Designers de Móveis, Desenhistas Técnicos, Engenheiros Civis, Engenheiros Mecânicos, Designers de Produtos, Escultores, Game Designers, e outras profissões relacionadas aos trabalhos que necessitem visualizações em 3D. 
O SketchUp é focado principalmente na criação de estudos iniciais e esboços de modelos volumétricos ou maquetes em 3D na fase inicial do trabalho quando ainda têm a liberdade de alterar: formas, cores e, volumes (referente ao"Sketch" que significa esboço em inglês); eliminando assim muitas vezes a necessidade da execução de modelos ou maquetes físicas (com de massa modelagem, barro, cartolina, papel, acetato, acrílico). O resultado é um modelo que pode ser usado para gerar animações (arquivo digital AVI) ou imagens em formatos digitais (JPG, PNG, GIF, BMP, TIF, etc.) de qualquer ângulo de perspectiva desejado. 
Trata-se, portanto, de uma ferramenta para a apresentação de modelos tridimensionais. Uma vez desenhado o modelo, é possível exportá-lo para outros formatos (2D e 3D), como DWG, DXF, 3DS, OBJ, XSI ou VRML para dar continuidade ao projeto do desenho preliminar.

## Plugins
Foram desenvolvidos vários plugins destinados a várias funções, onde pode-se destacar a importação/exportação de dados em SketchUp, dentre outras.

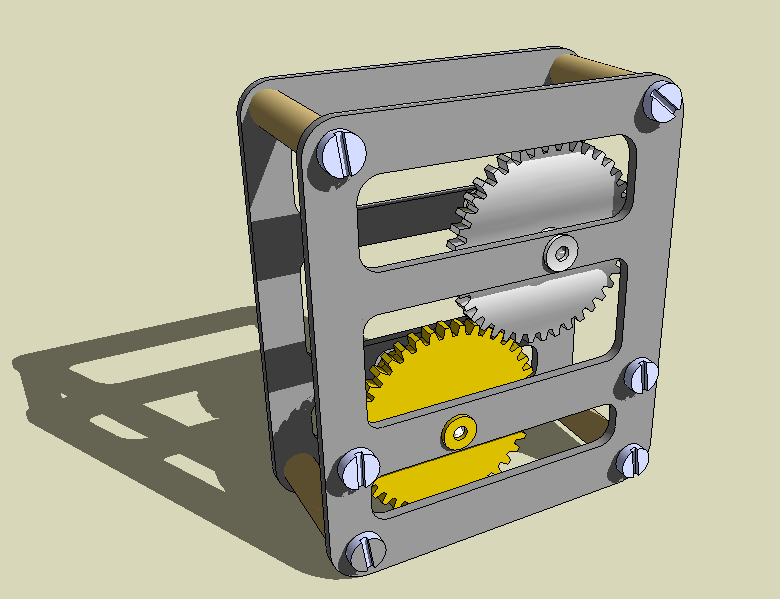
Aplicação do SketchUp para a engenharia mecânica.

### Google Earth
O plugin para o Google Earth, que já foi incorporado ao programa na versão 7, permite a criação de modelos em 3D em SketchUp para implantação posterior na localização de escolha no Google Earth. Torna-se assim possível visualizar o modelo arquitetônico criado em SketchUp diretamente no seu meio ambiente (em Google Earth). Os modelos podem ser gravados num ficheiro no formato KMZ ou KML, facilitando o manuseio, que podem ser enviados por e-mail ou colocados em um site por exemplo. Assim quando alguém abre o ficheiro, o computador inicia o Google Earth, que "voa" diretamente para o local onde se encontra o modelo.

### SketchyPhysics
O plugin SketchyPhysics é destinado a realizar simulações físicas utilizando equações newtonianas (de maneira simples e rápida) com objetos criados no SketchUp. Também permite interações em tempo real entre o usuário e os ambientes virtuais criados por meio de teclado, mouse e também joysticks.

### MicroStation
Com este plugin, desenvolvido pela Bentley Systems, os utilizadores do programa Microstation podem abrir ficheiros de formato SKP (formato nativo do SketchUp) e assim gravar os modelos no formato DNG e, também fazer a descarga de modelos do 3D-Warehouse diretamente no Microstation.

### ArchiCAD
O plugin para o ArchiCAD foi desenvolvido pela Graphisoft e permite aos utilizadores de ArchiCAD a leitura de modelos SketchUp. Este plugin permite o importe dos modelos em 3D do SketchUp no ArchiCAD, para o desenho detalhado em CAD de arquitetura no ArchiCAD.
Está disponível em várias línguas: inglês, alemão, francês, espanhol e japonês.

### VectorWorks

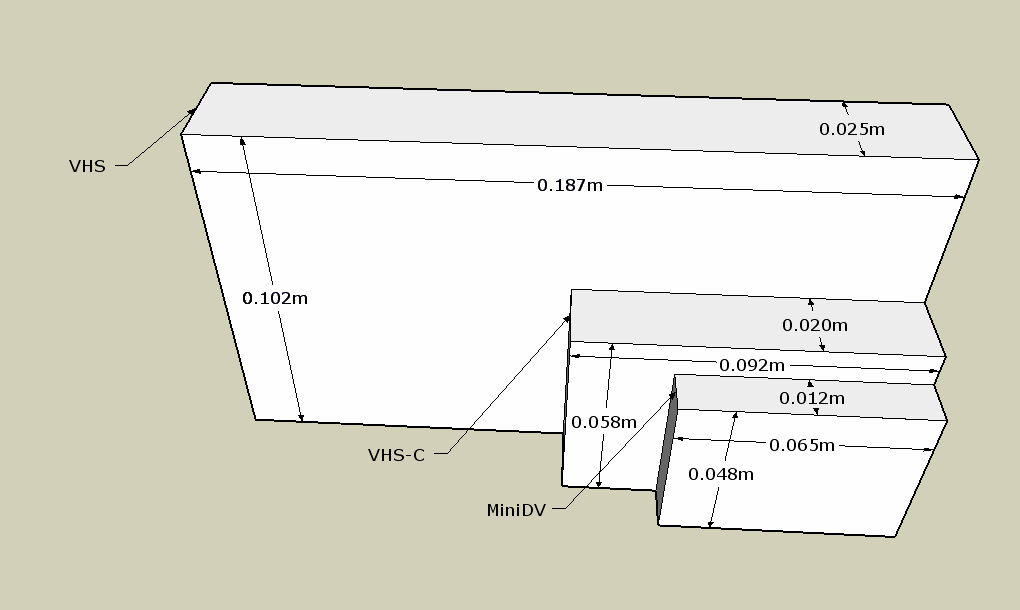
Esquema para comparação de tamanhos de mídias para vídeo

As versões mais recentes (v.2008 em diante) do VectorWorks são capazes de importar o formato SKP. Para utilizadores da versão 12 do VectorWorks Architect, VectorWorks Landmark, VectorWorks Spotlight, ou VectorWorks Designer, sendo possível instalar um plugin gratuito desenvolvido pela NNA (aqui em inglês)

## Personalização com Ruby
O Ruby Script é uma linguagem que permite a programação do SketchUp. Existe no SketchUp desde a versão 4. Com esta ferramenta, os usuários podem automatizar tarefas rotineiras, repetitivas, ou complexas (o mesmo conceito das macros). Podem ser criadas novas entradas no menu ou botões para ativar estes scripts. Existem vários scripts com as mais diversas funcionalidades acessíveis para a descarga na internet. 
Além do Ruby Code Editor, com destaque do código em arquivos grandes, dedução de blocos de código, dobragem doe código, insire trechos de código no cursor, conclui código para classes e métodos de esboço, criação automática de arquivo de backup, controle da história, execução de arquivos rubi externos, explora propriedades e atributos de objeto de seleção para acesso direto, console rubi para editar snippet de código padrão.

## Versão educacional
Esta versão é apenas para o uso educativo, em contraste com a versão profissional possui algumas limitações, entre as quais:
- Não permite a exportação de modelos 3D para DWG, DXF, 3DS, OBJ, XSI ou VRML.

Inicialmente a versão gratuita não continha o módulo de funções de modelagem de terrenos, não permitia a impressão ou o exporte de imagens bitmap com resolução superior à resolução do ecrã e não permitia o exporte de animações .AVI ou .MOV. Estas limitações já não existem.
A partir da versão 7 foi incluso o ajuste "Location" no painel "Model Info" da versão gratuita; Na versão gratuita 7.1 foi retirada a capacidade de importar arquivos DWG e DXF o que pode ser contornado com a instalação de um plugin, que não é disponível para a versão 8.
A versão gratuita está disponível em: 
- Não é permitido o uso em escritórios ou empresas, nem para projetos com cunho comercial;
- Não possuí as ferramentas de Layout (para montagens de prancha de impressão em escala);
- Não possuí integração com Revit, Archicad entre outros softwares BIM (modelagem de informações para a construção) por meio de arquivos IFC, e;
- Não gera lista quantitativa de materiais.

## Viewer
O formato nativo do SketchUp é o *.skp, e tem vindo a receber o suporte de outras plataformas (ver seção plugins). Para apenas visualizar ficheiros *.skp não necessário deter uma licença do SketchUp, basta inslara o viewer do SketchUp, disponível gratuitamente para baixar. Assim os modelos podem ser visualizados de qualquer ângulo, mas não permite alterar o modelo.

## Renderização
SketchUp também renderiza cenas com qualidade realista com ajuda de softwares complementares, que acrescentam recursos. Dentre eles, podemos destacar:
- V-ray, é instalado anexo ao programa, sendo manipulado na mesma janela de modelagem e com sistema mais complexo mas com a melhor qualidade final de imagem;
- Su Podium, também utilizado na janela atual do SketchUp, porém com um mecanismo mais simples e fácil de utilizar;
- Kerkythea, software instalado independente do SketchUp e com plugin para importação de modelos tipo .skp, sua dinâmica também é complexa;
- Artlantis Studio, independente e com opcional plugin para o SketchUp, utilizado por vários outros programas também, suas ferramentas são mais fáceis de serem interpretadas e utilizadas.

## Fóruns de usuários
A página da SketchUp aloja um conjunto de fóruns de discussão dedicados por temas entre usuários do SketchUp. Qualquer pessoa registrada, pode colocar questões, partilhar experiências com o mundo e, compartilhar também ficheiros SketchUp ou imagens. Temas como: para usuários profissionais, para usuários de língua alemã, para discutir o Ruby Script, para discutir o uso no GIS, para discutir o uso na educação, para discutir materiais e componentes.